# The Only Exception
The Only Exception est une chanson du groupe de rock américain Paramore. Elle sort en février 2010 sur le label Fueled by Ramen, en tant que troisième extrait du troisième album studio du groupe, Brand New Eyes (2009). La chanson est écrite par les membres du groupe Hayley Williams et Josh Farro ; Paramore est également crédité en tant que coproducteur de la chanson.
La chanson a généralement été bien accueillie par les critiques musicaux. The Only Exception est le single de Brand New Eyes ayant rencontré le plus gros succès commercial. Le single restera le plus grand succès de Paramore jusqu'à la sortie de Ain't It Fun en 2014.

## Écriture
The Only Exception est le troisième single issu de l'album Brand New Eyes, sorti en 2009. Pour cette chanson, Paramore s'éloigne de son écriture plutôt sombre et du rock alternatif,. Rolling Stone parle d'une « ballade subtile, Radiohead-esque ». Selon les partitions publiées sur Musicnotes.com par Alfred Music Publishing (en), la chanson est écrite dans une mesure de 12/8. Elle est jouée dans une clé de si mixolydien. Son rythme est plutôt lent avec 48 battements par minute.

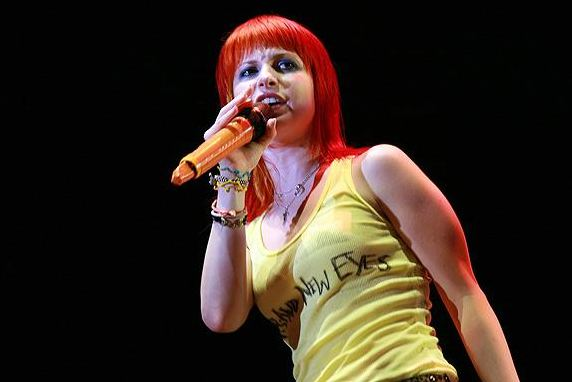
La chanteuse du groupe, Hayley Williams, a participé à l'écriture de la chanson.

Les paroles sont celles d'un protagoniste ne croyant pas à l'amour et évitant les sentiments pour ne pas être blessé. Celui-ci réalise finalement qu'il y a une « seule exception » à cette règle (en anglais : only exception) : la personne à laquelle la chanson est adressée. De nombreux fans pensent que la chanson est écrite pour Chad Gilbert des New Found Glory. Refusant de commenter directement le sujet, Hayley Williams dira : « lisez une paire de blogs, et vous comprendrez ». La chanson parle également des difficultés d'entretenir et faire durer une relation, notamment avec les paroles : « je sais que tu pars au matin quand tu te réveilles, prouve-moi que ce n'est pas un rêve » (« I know you're leaving in the morning, when you wake up/Leave me with some kind of proof it's not a dream »).

## Accueil

### Réception critique
The Only Exception a reçu des critiques généralement positives des critiques musicaux, la performance vocale de Williams étant notamment saluée.
Mikael Wood écrit dans Spin que la chanson est un « numéro acoustique étonnamment expressif », comparant sa structure musicale à celle de Coldplay à l'époque de Parachutes. Dans sa critique pour NME, Leonie Cooper estime que Paramore prouve sa « maturité » avec des balades comme The Only Exception. Elle souligne la prestation de Williams, qu'elle juge « sans défaut et solide » ajoutant que « même si la chanson devient trop sentimentale, [Williams] ne l'est jamais ». Si Jesse Catalodo de Slant trouve également les paroles « irrémédiablement excessives », il affirme que les « mélodies vocales [de la chanson] sont le produit d'une pop parfaite ».
Marc Hirsh du Boston Globe considère The Only Exception comme un temps fort de l'album, « essentiel ». Hirsh déclare que la chanson est « probablement le meilleur endroit pour commencer » l'album. Il apprécie la voix de Williams, « forgeant une relation [plutôt que] simplement crachant ses sentiments ». Channing Freeman de Sputnikmusic relève des similitudes avec The Boy Who Blocked His Own Shot de Brand New. Il estime qu'avec The Only Exception Paramore a « compris qu'il n'est pas nécessaire de finir fort pour faire réagir l'auditeur », notant également que les paroles du groupe se sont « nettement améliorées ».
La chanson est nommée dans la catégorie « meilleure performance pop par un duo ou groupe » lors des 53e Grammy Awards. La récompense est cependant remportée par Hey, Soul Sister de Train.

### Accueil commercial
The Only Exception atteint la 12e position du Billboard Pop Songs ; la chanson restant vingt semaines dans le classement. La semaine du 12 juin 2010, la chanson entre en 90e place du Billboard Hot 100. Elle culmine à la 24e position du classement, devant alors le plus important succès de Paramore aux États-Unis (en dehors Misery Business, qui reste leur single le plus populaire du classement alternative-pop airplay). Il s’agit du troisième top 40 américain du groupe. The Only Exception devient également le premier titre de Paramore à se classer dans le Adult Contemporary atteignant le numéro 28.
La chanson rencontre un succès plus important au niveau international, se classant dans le top 20 de plusieurs pays : 13e en Nouvelle-Zélande (RIANZ), 31e au Royaume-Uni (1er du Rock Chart britannique), et 84e de l'Eurochart Hot 100 Singles[réf. nécessaire]. The Only Exception est le premier single du groupe à se classer dans le Hot 100 Airplay brésilien, où il atteint la 32e position.

## Classements hebdomadaires
| Classement (2010)                          | Meilleure position |
| ------------------------------------------ | ------------------ |
| Australie (ARIA)                           | 17                 |
| Canada (Canadian Hot 100)                  | 25                 |
| Écosse (OCC)                               | 25                 |
| États-Unis (Adult Top 40)                  | 9                  |
| États-Unis (Billboard Hot 100)             | 24                 |
| États-Unis (Hot Adult Contemporary Tracks) | 28                 |
| États-Unis (Pop Songs)                     | 12                 |
| Irlande (IRMA)                             | 28                 |
| Nouvelle-Zélande (RMNZ)                    | 13                 |
| Royaume-Uni (UK Singles Chart)             | 31                 |
| Royaume-Uni (UK Rock Chart)                | 1                  |

## Certifications
| Pays                    | Certification | Unités certifiées |
| ----------------------- | ------------- | ----------------- |
| Australie (ARIA)        | Platine       | 70 000            |
| États-Unis (RIAA)       | 2 × Platine   | 2 000 000         |
| Nouvelle-Zélande (RMNZ) | Or            | 7 500             |
| Royaume-Uni (BPI)       | Or            | 400 000           |

## Clip musical

### Contexte
Le clip de The Only Exception est réalisé par Brandon Chesbro, qui travaille avec Paramore depuis deux ans. Il s'agit du premier clip musical réalisé par Chesbro. Il avait été approché pour les deux précédents singles de l'album Brand New Eyes, mais la collaboration n'avait pas eu lieu en raison de différends artistiques. Chesbro est finalement choisi pour le clip en décembre 2009. Bien que l'écriture du scénario prenne du temps, le clip est tourné en quatre jours.
Le clip sort le 17 février 2010 sur le site du groupe. Williams confirme que des cartes de Saint-Valentin envoyées par des fans ont été incluses dans la vidéo. À propos du tournage du clip, dans lequel Williams est allongée sur les cartes, Chesbro précise dans une interview avec MTV :

« Le groupe a des fans fous. Toutes ces cartes sont tellement détaillées [...] ces enfants passent un temps préoccupant sur ces cartes. C'est mon plan préféré de toute la vidéo. C'est la première chose que j'ai tourné et j'ai pensé que si quelque chose allait mal et que nous n'avions qu'un seul plan, ce pourrait être tout le clip et ce serait parfait. »

### Synopsis
Au début du clip, Williams se réveille sur un canapé aux côtés d'un homme endormi. Elle écrit une note « I'm sorry » (en français : je suis désolée) puis se dirige dans une autre pièce et embrasse son père, mentionné dans la chanson. Une conversation s'ensuit, Williams dérobe la photo d'une personne présumée être sa mère. La vidéo continue avec Williams dans sa chambre, regardant la photo sur un miroir, chantant à quel point l'amour « n'existe pas » (does not exist). Après le refrain, elle traverse son dressing, se rend dans un restaurant pour des rendez-vous avec plusieurs hommes puis se retrouve à un mariage. Alors que tout le monde porte du blanc, y compris les autres membres du groupe, Williams arrive vêtue de noir et s'enfuit dès que la mariée entre.  
Pendant le refrain, le clip alterne des scènes où Williams est allongée sur une pile géante de cartes de Saint-Valentin et des extraits de Williams chantant avec le reste de Paramore sur un fond faiblement éclairé. À la fin de la vidéo, Williams repère l'homme de la première scène dans la foule lors d’un concert. Elle revient alors à la première scène en traversant tous les décors intermédiaires. Elle retourne sur le canapé au moment de dire « And I'm on my way to believing » (« et je suis sur le point d'y croire »), cachant le mot « I'm sorry » dans sa poche. 

### Accueil
Le clip vidéo de The Only Exception a généralement été bien accueilli par les critiques musicaux. Kyle Anderson, journalise à MTV, estime que le clip est « de loin, le clip le plus intéressant et complexe sur le plan visuel que le groupe ait jamais produit ». D'après lui, « malgré la complexité de la vidéo, l'ensemble est remarquablement efficace ».  Après la publication du clip, Chesbro affirme être content du rendu final et vouloir réaliser davantage de vidéos.

## Crédits
| Production : - Rob Cavallo - producteur - Paramore - coproducteur - Chris Lord-Alge - mixage audio - Ted Jensen - mastering - Doug McKean - ingénierie - Jamie Muhoberac - claviers | Paramore : - Hayley Williams – voix - Josh Farro – guitare rythmique et acoustique, chœurs - Taylor York – guitare solo, guitare acoustique - Jeremy Davis – guitare basse - Zac Farro – percussions |

## Dans la culture populaire

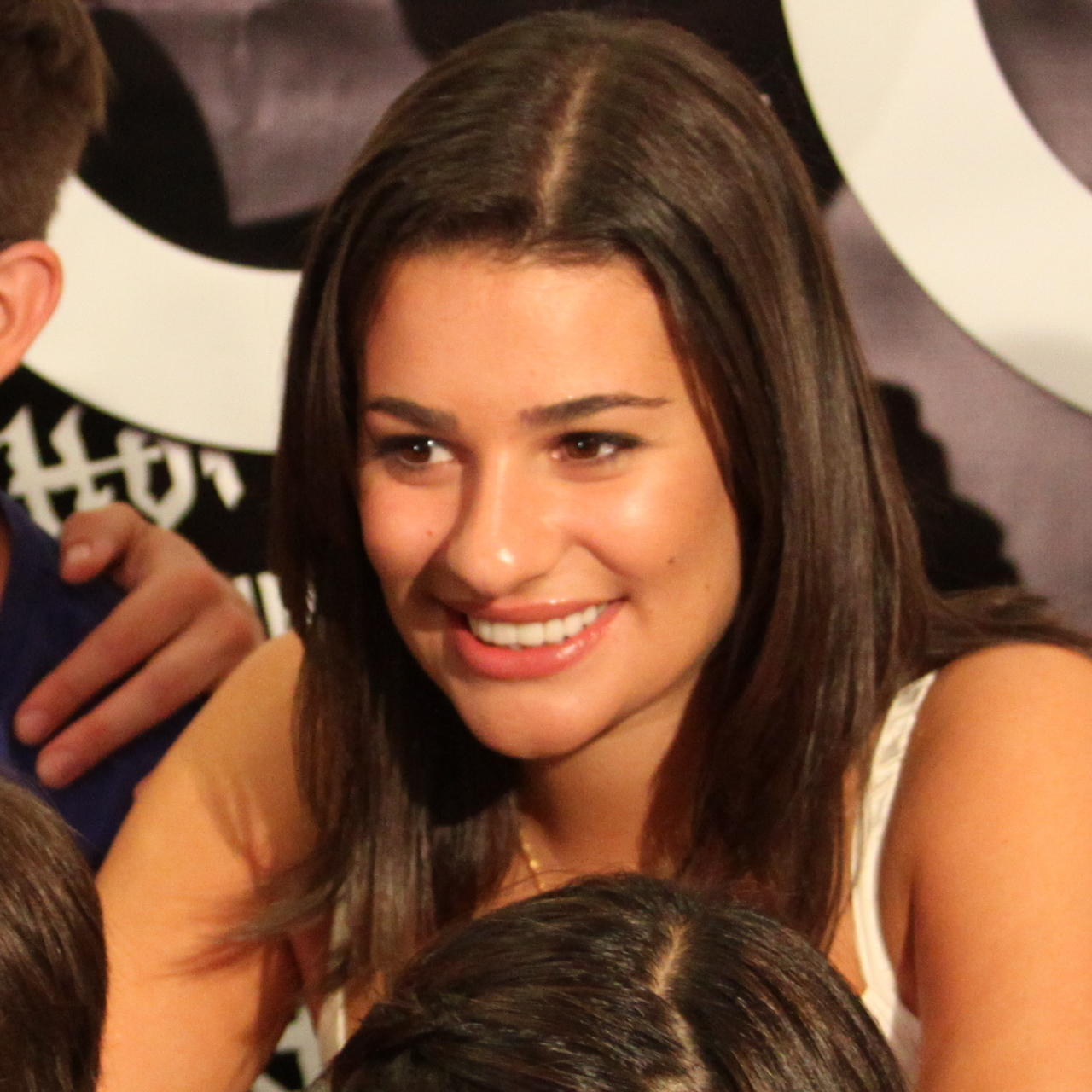
The Only Exception est reprise par Lea Michele dans Glee.

En dehors de ses tournées, Paramore chante The Only Exception à plusieurs reprises, notamment dans le The Ellen DeGeneres Show, lors des MTV Video Music Awards 2010 ou encore des VH1 Divas 2010.
La chanson est reprise par de nombreux artistes, parmi lesquels Sam Tsui et Kurt Schneider, Rachel G. Fox et Kelly Clarkson. The Only Exception est également reprise dans l'épisode Toxic de la série télévisée américaine Glee, consacré à Britney Spears et diffusé le 28 septembre 2010. Lea Michele, dans le rôle de Rachel Berry, interprète la chanson à la fin de l'épisode en guise d'excuse pour son petit-ami Finn Hudson, interprété par Cory Monteith. La performance est saluée par la critique, Erica Futterman de Rolling Stone la qualifiant de « magnifique et tendre » et Tim Stack d'Entertainment Weekly de « bon et émouvant final ». Après la diffusion de l'épisode, Williams complimente la voix de Michele sur son compte Twitter. La reprise de Glee sort en single et se classe 22e des ventes au Canada et en Irlande, 26e aux États-Unis et 60e Australie. Au total, 89 000 exemplaires sont vendus aux États-Unis selon Nielsen Soundscan[réf. nécessaire].
La chanson est téléchargeable dans le jeu vidéo Rock Band 3 à partir du 15 mai 2012.

## The Only Exception EP
Albums de Paramore
2010 Summer Tour EP
(2010) Singles Club
(2011)
The Only Exception est également le troisième extended play (EP) de Paramore. Il sort en exclusivité sur l'iTunes Store le 28 septembre 2010,.
| The Only Exception EP | The Only Exception EP              | The Only Exception EP | The Only Exception EP | The Only Exception EP | The Only Exception EP | The Only Exception EP | The Only Exception EP | The Only Exception EP | The Only Exception EP |
| No                    | Titre                              | Durée                 |                       |                       |                       |                       |                       |                       |                       |
| --------------------- | ---------------------------------- | --------------------- | --------------------- | --------------------- | --------------------- | --------------------- | --------------------- | --------------------- | --------------------- |
| 1.                    | The Only Exception (Album version) | 4:28                  |                       |                       |                       |                       |                       |                       |                       |
| 2.                    | The Only Exception (Acoustic)      | 4:33                  |                       |                       |                       |                       |                       |                       |                       |
| 3.                    | The Only Exception (Video)         | 4:28                  |                       |                       |                       |                       |                       |                       |                       |
| 13:27                 |                                    |                       |                       |                       |                       |                       |                       |                       |                       |